# (52388) 1993 PV4
1993 بي في 4 (ويعرف أيضًا باسم (52388) 1993 بي في 4 وفق تسمية الكوكب الصغير) (بالإنجليزية: 1993 PV4)‏ هو كويكب ضمن حزام الكويكبات؛ وترتيبه 52388 من حيث الاكتشاف.
اكتُشف هذا الجُرم الفلكي بواسطة إيريك والتر إلست في 15 أغسطس 1993.

## وصلات خارجية
- (52388) 1993 PV4 في قاعدة بيانات مختبر الدفع النفاث لأجرام النظام الشمسي الصغيرة

- الاكتشاف · مخطط المدار ·  العناصر المدارية · المعلمات المادية

- (52388) 1993 PV4 على موقع ويكي سكاي: DSS2, SDSS, GALEX, IRAS, Hydrogen α, X-Ray, Astrophoto, Sky Map, Articles and images